# Starîi Zahoriv, Lokaci
Starîi Zahoriv (în ucraineană Старий Загорів) este localitatea de reședință a comunei Starîi Zahoriv din raionul Lokaci, regiunea Volînia, Ucraina.

## Demografie
Componența lingvistică a localității Starîi Zahoriv
     Ucraineană (99,73%)
     Alte limbi (0,27%)
Conform recensământului din 2001, majoritatea populației localității Starîi Zahoriv era vorbitoare de ucraineană (99,73%), existând în minoritate și vorbitori de alte limbi.